# Brontypena lutea
Brontypena lutea är en fjärilsart som beskrevs av George Thomas Bethune-Baker 1908. Brontypena lutea ingår i släktet Brontypena och familjen nattflyn. Inga underarter finns listade i Catalogue of Life.